# 2017年歐洲羽聯巡迴賽
2017年歐洲羽聯巡迴賽（BE Circuit 2017），是歐洲羽聯巡迴賽的第30個賽季。本賽季由2017年1月1日開始，至12月31日完結，在上述期間於歐洲進行的所有世界羽聯國際挑戰賽、國際系列賽及未來系列賽都屬於本年度巡迴賽的一部分。本年度暫時包含33個比賽。

## 賽程
以下為歐洲羽聯公布的賽程：
| 賽站 | 日期     | 日期     | 賽事                         | 舉辦城市         | 賽事級別   |
| 賽站 | 開始     | 結束     | 賽事                         | 舉辦城市         | 賽事級別   |
| ---- | -------- | -------- | ---------------------------- | ---------------- | ---------- |
| 1    | 1月12日  | 1月15日  | 2017年愛沙尼亞羽毛球國際賽   | 塔林             | 國際系列賽 |
| 2    | 1月19日  | 1月22日  | 2017年瑞典羽毛球國際賽       | 隆德             | 國際系列賽 |
| 3    | 1月26日  | 1月29日  | 2017年冰島羽毛球國際賽       | 雷克雅維克       | 國際系列賽 |
| 4    | 2月22日  | 2月25日  | 2017年奧地利羽毛球公開賽     | 維也納           | 國際挑戰賽 |
| 5    | 3月9日   | 3月12日  | 2017年葡萄牙羽毛球國際賽     | 卡爾達斯達賴尼亞 | 國際系列賽 |
| 6    | 3月23日  | 3月26日  | 2017年波蘭羽毛球公開賽       | 华沙             | 國際挑戰賽 |
| 7    | 3月30日  | 4月2日   | 2017年奧爾良羽毛球國際挑戰賽 | 奥尔良           | 國際挑戰賽 |
| 8    | 4月6日   | 4月9日   | 2017年芬蘭羽毛球公開賽       | 万塔             | 國際挑戰賽 |
| 9    | 4月13日  | 4月16日  | 2017年克羅地亞羽毛球國際賽   | 萨格勒布         | 未來系列賽 |
| 10   | 4月20日  | 4月23日  | 2017年荷蘭羽毛球國際賽       | 韦斯特兰         | 國際系列賽 |
| 11   | 5月4日   | 5月7日   | 2017年希臘羽毛球國際賽       | 錫季羅卡斯特龍   | 未來系列賽 |
| 12   | 5月11日  | 5月14日  | 2017年斯洛文尼亞羽毛球國際賽 | 梅德沃代         | 國際系列賽 |
| 13   | 5月17日  | 5月20日  | 2017年捷克羽毛球國際賽       | 卡尔维纳         | 未來系列賽 |
| 14   | 5月25日  | 5月28日  | 2017年羅馬尼亞羽毛球國際賽   | 蒂米什瓦拉       | 未來系列賽 |
| 15   | 6月1日   | 6月4日   | 2017年拉脫維亞羽毛球國際賽   | 叶尔加瓦         | 未來系列賽 |
| 16   | 6月8日   | 6月11日  | 2017年立陶宛羽毛球國際賽     | 维尔纽斯         | 未來系列賽 |
| 17   | 6月15日  | 6月18日  | 2017年西班牙羽毛球國際賽     | 馬德里           | 國際挑戰賽 |
| 18   | 7月5日   | 7月9日   | 2017年白夜羽毛球賽           | 加特契纳         | 國際挑戰賽 |
| 19   | 8月14日  | 8月17日  | 2017年保加利亞羽毛球公開賽   | 索菲亞           | 國際系列賽 |
| 20   | 8月30日  | 9月2日   | 2017年斯洛伐克羽毛球公開賽   | 特倫欽           | 未來系列賽 |
| 21   | 8月31日  | 9月3日   | 2017年希臘羽毛球公開賽       | 利瓦迪亞         | 國際系列賽 |
| 22   | 9月7日   | 9月10日  | 2017年哈爾科夫羽毛球國際賽   | 哈爾科夫         | 國際系列賽 |
| 23   | 9月13日  | 9月16日  | 2017年比利時羽毛球國際賽     | 鲁汶             | 國際挑戰賽 |
| 24   | 9月21日  | 9月24日  | 2017年波蘭羽毛球國際賽       | 別倫             | 國際系列賽 |
| 25   | 9月27日  | 9月30日  | 2017年捷克羽毛球公開賽       | 布爾諾           | 國際挑戰賽 |
| 26   | 10月5日  | 10月8日  | 2017年保加利亞羽毛球國際賽   | 索菲亞           | 未來系列賽 |
| 27   | 10月25日 | 10月28日 | 2017年以色列夏瑣羽毛球國際賽 | 夏瑣             | 未來系列賽 |
| 28   | 11月2日  | 11月5日  | 2017年匈牙利羽毛球國際賽     | 布達厄爾什       | 國際挑戰賽 |
| 29   | 11月16日 | 11月19日 | 2017年挪威羽毛球國際賽       | 桑讷菲尤尔       | 國際系列賽 |
| 30   | 11月30日 | 12月3日  | 2017年威爾斯羽毛球國際賽     | 加的夫           | 未來系列賽 |
| 31   | 12月7日  | 12月10日 | 2017年愛爾蘭羽毛球公開賽     | 都柏林           | 國際挑戰賽 |
| 32   | 12月13日 | 12月16日 | 2017年意大利羽毛球國際賽     | 米蘭             | 國際挑戰賽 |
| 33   | 12月19日 | 12月22日 | 2017年土耳其羽毛球國際賽     | 伊斯坦堡         | 國際系列賽 |

## 外部連結
- （英文）官方网站